# Jonathan Eysseric
Jonathan Eysseric (Saint-Germain-en-Laye, 27 maggio 1990) è un tennista francese.
Specialista del doppio, ha vinto diversi titoli nei tornei minori e ha raggiunto il miglior ranking ATP al 72º posto nel luglio 2018. Nel circuito maggiore è arrivato in finale allo Swiss Open Gstaad 2017 in coppia con Franko Škugor. In singolare ha vinto solo tornei del circuito ITF.
Non ha ripetuto i brillanti risultati conseguiti tra gli juniores, periodo in cui ha vinto in singolare il Trofeo Bonfiglio 2006, in doppio gli US Open 2007 ed è stato il nº 1 nel ranking mondiale di categoria nel gennaio 2007.

## Carriera

### Tra gli juniores
Debutta nell'ITF Junior Circuit nel 2004 e nel marzo 2005 vince il primo titolo in doppio in un torneo di Grade 5. Il primo grande risultato arriva nel maggio 2006 con il successo in singolare su Kei Nishikori nella finale del Trofeo Bonfiglio, torneo di Grade A al pari di quelli del Grande Slam. Nella stessa stagione raggiunge i quarti di finale agli US Open juniores in singolare e in doppio vince la International Casablanca Junior Cup, altro torneo di Grade A, successo con il quale l'8 gennaio 2007 sale in vetta alla classifica mondiale juniores ITF.
Quello stesso mese perde la finale di singolare agli Australian Open juniores contro Brydan Klein e nel giugno successivo perde la finale in doppio al Roland Garros juniores in coppia con lo statunitense Kellen Damico. Il successo più significativo della carriera è quello conseguito al torneo di doppio juniores degli US Open 2007, dove in coppia con il connazionale Jerome Inzerillo supera in finale Grigor Dimitrov / Vasek Pospisil. Disputa ancora un paio di tornei nel 2008 e chiude l'esperienza tra gli juniores con 4 titoli in singolare, tra cui uno di Grade A e due di Grade 1, e 6 titoli in doppio, tra cui due di Grade A e uno di Grade 1.

### Da professionista

#### 2005-2009, inizi da professionista e primi titoli ITF
Fa le sue prime apparizioni tra i professionisti nel 2005 e vince il primo titolo in doppio nell'aprile 2006 al torneo ITF Futures France F6. Vince altri 4 tornei in doppio e nel novembre 2007 si aggiudica il primo titolo in singolare, battendo Marsel İlhan nella finale del Tunisia F6. Nell'ottobre 2006 aveva fatto l'esordio nel circuito maggiore in doppio con una sconfitta al primo turno nel torneo di Lione, mentre l'esordio nel circuito Challenger risale al febbraio 2007, con le vittorie al primo turno sia in singolare che in doppio al torneo di Besançon. Quell'anno fa inoltre la sua prima esperienza con una wild-card nelle prove del Grande Slam al Roland Garros e viene eliminato al primo turno in entrambe le specialità. Nel 2008 disputa la prima semifinale in singolare in un torneo Challenger a Grenoble. Vince il primo titolo Challenger nell'agosto 2009 al torneo di doppio di San Sebastián in coppia con Romain Jouan, battendo in finale gli spagnoli Pedro Clar-Rosselló / Albert Ramos Viñolas.

#### 2010-2015, primi titoli Challenger in doppio
Anche dopo l'abbandono dei tornei juniores nel 2008, fatica a trovare risultati di prestigio tra i professionisti, in particolare in singolare, specialità in cui vincerà solo tornei Futures mentre nei Challenger non riuscirà mai ad andare oltre le semifinali e non vincerà mai alcun incontro nel circuito maggiore; otterrà i migliori risultati tra il 2012 e il 2013 con 3 titoli ITF nelle 6 finali disputate e una nuova semifinale Challenger nel torneo di Arad, risultati con cui raggiunge il best ranking in carriera al 202º posto mondiale nel giugno 2013. In quello stesso periodo vince in doppio i Challenger di Blois e Timișoara ed entra per la prima volta nella top 200 del ranking di doppio. Nel 2014 vince il primo incontro in carriera nelle prove del Grande Slam nel torneo di doppio del Roland Garros, nella stessa edizione consegue il suo miglior risultato in doppio misto, spingendosi fino ai quarti di finale in coppia con Alizé Cornet. L'anno successivo si aggiudica in doppio un solo titolo Challenger.

#### 2016-2018, prima finale ATP e top 100 nel ranking di doppio
La sua carriera subisce una svolta nel 2016, anno in cui si dimostra definitivamente più competitivo in doppio, nel corso della stagione vince cinque titoli Futures e tre Challenger e a fine anno entra per la prima volta nella top 100 del ranking di specialità. Inizia il 2017 vincendo il suo primo incontro agli Australian Open e a febbraio disputa in coppia con Jeremy Chardy la sua prima semifinale ATP a Marsiglia. In luglio consegue il risultato più significativo dall'inizio della carriera professionistica, raggiungendo la finale allo Swiss Open Gstaad in coppia con Franko Škugor, e vengono sconfitti 8-10 nel set decisivo dagli specialisti Oliver Marach / Philipp Oswald. Nel corso della stagione vince inoltre 5 delle 6 finali Challenger disputate e a luglio si porta al 74º posto mondiale. Nel 2018 vince diversi incontri nel circuito maggiore e disputa la semifinale all'Estoril, raggiunge di nuovo il secondo turno all'Open di Francia e vince un torneo Challenger; in luglio porta il best ranking alla 72ª posizione mondiale.

#### 2019-2023, crollo nel ranking e risalita
Subisce un'involuzione negli anni successivi, nel 2019 e 2020 non vince alcun torneo e nell'agosto 2021 scende alla 342ª posizione mondiale, la peggiore dal novembre 2015. In ottobre vince il suo primo titolo degli ultimi 3 anni e mezzo, imponendosi nella finale di doppio al Challenger di Mouilleron-le-Captif. Continua a risalire la classifica nel 2022, raggiungendo dieci finali Challenger e vince quelle di Cherbourg, Lione e Rennes; già a febbraio rientra nella top 200 e a settembre nella top 100. Torna a giocare nel circuito maggiore senza conseguire risultati di rilievo. A inizio 2023 perde due finali Challenger e delude nei tornei seguenti. Torna al successo a giugno vincendo il Challenger 125 dell'Emilia-Romagna Tennis Cup in coppia con Miguel Ángel Reyes Varela e nei mesi successivi vince anche i Challenger di Milano assieme a Denys Molčanov e di Cassis con Dan Added. Al Challenger di Saint-Tropez gioca con Harold Mayot e si ritirano nel corso della finale.

#### 2024-2025, quattro titoli Challenger, secondo turno agli US Open e discesa nel ranking
Nella prima parte del 2024 vince nel circuito maggiore solo alcuni incontri di primo turno. Si mantiene attorno alla 100ª posizione con buoni risultati nei Challenger, su cui spiccano i titoli vinti a Spalato, Zagabria, Milano e Modena con quattro partner diversi. L'unico risultato di rilievo del periodo successivo è il secondo turno raggiunto per la prima volta agli US Open. Non supera mai i quarti negli ultimi tornei stagionali e nei primi mesi del 2025, a febbraio esce dalla top 100. A maggio disputa la prima semifinale stagionale in un Challenger. A giugno inizia un periodo di inattività e perde rapidamente altre posizioni nel ranking.

## Statistiche
Aggiornate al 28 luglio 2025.

### Doppio

#### Finali perse (1)
| Legenda doppio       |
| Grande Slam (0)      |
| ATP Finals (0)       |
| ATP Masters 1000 (0) |
| ATP Tour 500 (0)     |
| ATP Tour 250 (1)     |

| N. | Data           | Torneo             | Superficie  | Compagno      | Avversari in finale          | Punteggio        |
| 1. | 29 luglio 2017 | Swiss Open, Gstaad | Terra rossa | Franko Škugor | Oliver Marach Philipp Oswald | 3-6, 6-4, [8-10] |

### Tornei minori

#### Singolare

##### Vittorie (16)
| Legenda tornei minori |
| Challenger (0)        |
| Futures (16)          |

##### Finali perse (8)
| Legenda tornei minori |
| Challenger (0)        |
| Futures (8)           |

#### Doppio

##### Vittorie (48)
| Legenda tornei minori |
| Challenger (24)       |
| Futures (24)          |

| N.  | Data              | Torneo                                                 | Superficie  | Compagno                  | Avversari in finale                      | Punteggio              |
| 1.  | 22 agosto 2009    | Concurso Internacional de San Sebastián, San Sebastián | Terra rossa | Romain Jouan              | Pedro Clar-Rosselló Albert Ramos Viñolas | 7-5, 6-3               |
| 2.  | 15 giugno 2013    | Internationaux de Blois, Blois                         | Terra rossa | Nicolas Renavand          | Ruben Gonzales Chris Letcher             | 6-3, 6-4               |
| 3.  | 6 luglio 2013     | Timișoara Challenger, Timișoara                        | Terra rossa | Nicolas Renavand          | Ilija Vučić Miljan Zekić                 | 6(6)–7, 6-2, [10-7]    |
| 4.  | 19 settembre 2015 | China International Nanchang, Nanchang                 | Cemento     | Jürgen Zopp               | Lee Hsin-han Amir Weintraub              | 6-4, 6-2               |
| 5.  | 6 agosto 2016     | Liberec Open, Liberec                                  | Terra rossa | André Ghem                | Ariel Behar Dino Marcan                  | 6-0, 6-4               |
| 6.  | 22 ottobre 2016   | Ningbo Challenger, Ningbo                              | Cemento     | Serhij Stachovs'kyj       | Stefan Kozlov Akira Santillan            | 6-4, 7–6(4)            |
| 7.  | 12 novembre 2016  | Internationaux de Vendée, Mouilleron-le-Captif         | Cemento (i) | Édouard Roger-Vasselin    | Johan Brunström Andreas Siljeström       | 6(1)–7, 7–6(3), [11-9] |
| 8.  | 7 gennaio 2017    | Bangkok Challenger, Bangkok                            | Cemento     | Grégoire Barrère          | Yūichi Sugita Wu Di                      | 6-3, 6-2               |
| 9.  | 8 luglio 2017     | Guzzini Challenger, Recanati                           | Cemento     | Quentin Halys             | Julian Ocleppo Andrea Vavassori          | 6(3)–7, 6-4, [12-10]   |
| 10. | 15 luglio 2017    | Internazionali Città di Perugia, Perugia               | Terra rossa | Salvatore Caruso          | Nicolás Kicker Fabrício Neis             | 6-3, 6-3               |
| 11. | 16 settembre 2017 | Istanbul Challenger, Istanbul                          | Cemento     | Andre Begemann            | Romain Arneodo Hugo Nys                  | 6-3, 5-7, [10-4]       |
| 12. | 11 novembre 2017  | Internationaux de Vendée, Mouilleron-le-Captif         | Cemento (i) | Andre Begemann            | Tomasz Bednarek David Pel                | 6-3, 6-4               |
| 13. | 9 marzo 2018      | Santiago Challenger, Santiago del Cile                 | Terra rossa | Romain Arneodo            | Guido Andreozzi Guillermo Durán          | 7–6(4), 1-6, [12-10]   |
| 14. | 9 ottobre 2021    | Internationaux de Vendée, Mouilleron-le-Captif         | Cemento (i) | Quentin Halys             | David Pel Aisam-ul-Haq Qureshi           | 4-6, 7–6(6), [10-8]    |
| 15. | 12 febbraio 2022  | Challenger La Manche, Cherbourg                        | Cemento (i) | Quentin Halys             | Hendrik Jebens Niklas Schell             | 7–6(6), 6-2            |
| 16. | 11 giugno 2022    | Open de Lyon, Lione                                    | Terra rossa | Romain Arneodo            | David Pel Sander Arends                  | 7-5, 4-6, [10-4]       |
| 17. | 17 settembre 2022 | Open de Rennes, Rennes                                 | Cemento     | David Pel                 | Dan Added Albano Olivetti                | 6-4, 6-4               |
| 18. | 24 giugno 2023    | Emilia-Romagna Tennis Cup, Montechiarugolo             | Terra rossa | Miguel Ángel Reyes Varela | Luca Margaroli Ramkumar Ramanathan       | 6-2, 6-3               |
| 19. | 9 luglio 2023     | Milano ATP Challenger, Milano                          | Terra rossa | Denys Molčanov            | Théo Arribagé Luca Sanchez               | 6-2, 6-4               |
| 20. | 9 settembre 2023  | Cassis Open Provence, Cassis                           | Cemento     | Dan Added                 | Liam Broady Antoine Hoang                | 6-0, 4-6, [11-9]       |
| 21. | 14 aprile 2024    | Split Open, Spalato                                    | Terra rossa | Bart Stevens              | Filip Bergevi Mick Veldheer              | 6-4, 5-7, 7-5          |
| 22. | 8 giugno 2024     | Zagreb Open, Zagabria                                  | Terra rossa | Quentin Halys             | Henrique Rocha Alexandru Jecan           | 6-4, 6-4               |
| 23. | 29 giugno 2024    | Milano ATP Challenger, Milano                          | Terra rossa | Andre Begemann            | Petr Nouza Patrik Rikl                   | 2-6, 6-4, [10-6]       |
| 24. | 7 luglio 2024     | Modena Challenger, Modena                              | Terra rossa | George Goldhoff           | Andre Begemann Patrik Niklas-Salminen    | 6-3, 3-6, [10-8]       |

##### Finali perse (31)
| Legenda tornei minori |
| Challenger (21)       |
| Futures (10)          |

| N.  | Data              | Torneo                                    | Superficie  | Compagno                  | Avversari in finale                        | Punteggio            |
| 1.  | 1º novembre 2014  | Open de la Réunion, La Riunione           | Cemento     | Fabrice Martin            | Robin Haase Mate Pavić                     | 5-7, 6-4, [7-10]     |
| 2.  | 23 gennaio 2016   | Rio de Janeiro Tennis Cup, Rio de Janeiro | Terra rossa | Miguel Ángel Reyes Varela | Gastão Elias André Ghem                    | 4-6, 6(2)–7          |
| 3.  | 14 febbraio 2016  | Santo Domingo Open, Santo Domingo         | Terra verde | Franko Škugor             | Ariel Behar Giovanni Lapentti              | 5-7, 4-6             |
| 4.  | 11 giugno 2016    | Open de Lyon, Lione                       | Terra rossa | Franko Škugor             | Grégoire Barrère Tristan Lamasine          | 6-2, 3-6, [6-10]     |
| 5.  | 24 settembre 2016 | Sibiu Open, Sibiu                         | Terra rossa | Tristan Lamasine          | Robin Haase Tim Pütz                       | 4-6, 2-6             |
| 6.  | 29 ottobre 2016   | China International Suzhou, Suzhou        | Cemento     | Andrea Arnaboldi          | Michail Elgin Aleksandr Kudrjavcev         | 6-4, 1-6, [7-10]     |
| 7.  | 30 settembre 2017 | Open d'Orléans, Orléans                   | Cemento (i) | Tristan Lamasine          | Guillermo Durán Andrés Molteni             | 3-6, 7–6(4), [11-13] |
| 8.  | 31 marzo 2018     | Open Guadeloupe, Le Gosier                | Cemento     | Ruben Bemelmans           | John-Patrick Smith Neal Skupski            | 6(3)–7, 4-6          |
| 9.  | 21 aprile 2018    | Tunis Open, Tunisi                        | Terra rossa | Joe Salisbury             | Denys Molčanov Igor Zelenay                | 6(4)–7, 2-6          |
| 10. | 30 marzo 2019     | Saint-Brieuc Challenger, Saint-Brieuc     | Cemento (i) | Antonio Šančić            | Jonathan Erlich Fabrice Martin             | 6(2)–7, 6(2)–7       |
| 11. | 26 marzo 2022     | Play In Challenger, Lilla                 | Cemento (i) | Quentin Halys             | Viktor Durasovic Patrik Niklas-Salminen    | 5-7, 6(1)–7          |
| 12. | 2 aprile 2022     | Saint-Brieuc Challenger, Saint-Brieuc     | Cemento (i) | Robin Haase               | Sander Arends David Pel                    | 3-6, 3-6             |
| 13. | 9 aprile 2022     | Mexico City Open, Città del Messico       | Terra rossa | Artem Sitak               | Nicolás Jarry Matheus Pucinelli de Almeida | 2-6, 3-6             |
| 14. | 18 giugno 2022    | Internationaux de Blois, Blois            | Terra rossa | Romain Arneodo            | Sriram Balaji Jeevan Nedunchezhiyan        | 4-6, 7–6(3), [7-10]  |
| 15. | 9 luglio 2022     | Internazionali Città di Todi, Todi        | Terra rossa | Romain Arneodo            | Guido Andreozzi Guillermo Durán            | 1-6, 6-2, [6-10]     |
| 16. | 27 agosto 2022    | Championnats de Granby, Granby            | Cemento     | Artem Sitak               | Julian Cash Henry Patten                   | 3-6, 2-6             |
| 17. | 5 novembre 2022   | Internazionali di Bergamo, Bergamo        | Cemento (i) | Albano Olivetti           | Henri Squire Jan-Lennard Struff            | 4-6, 7–6(5), [7-10]  |
| 18. | 8 gennaio 2023    | Oeiras Indoors, Oeiras                    | Cemento (i) | Pierre-Hugues Herbert     | Victor Vlad Cornea / Petr Nouza            | 3-6, 6(3)–7          |
| 19. | 5 febbraio 2023   | Koblenz Open, Coblenza                    | Cemento (i) | Denys Molčanov            | Fabian Fallert Hendrik Jebens              | 6(2)–7, 3-6          |
| 20. | 24 settembre 2023 | Saint-Tropez Open, Saint-Tropez           | Cemento     | Harold Mayot              | Dan Added Albano Olivetti                  | 6-3, 0-1 rit.        |
| 21. | 30 marzo 2024     | Girona Challenger, Gerona                 | Terra rossa | Albano Olivetti           | Gonzalo Escobar Oleksandr Nedovjesov       | 6(1)-7, 4-6          |